# Batalla de Frankenhausen
La batalla de Frankenhausen fue el punto culminante de la llamada «guerra de los campesinos alemanes» y esencialmente el último enfrentamiento significativo de este episodio en territorio alemán.
Este evento tuvo lugar el 15 de mayo de 1525, cerca de Bad Frankenhausen, en el actual estado de Turingia, Alemania. Las tropas de los príncipes, conducidas por Felipe I de Hesse y el duque Jorge de Sajonia, aniquilaron a los sublevados dirigidos por Thomas Müntzer. A su término, este y los otros jefes de la revuelta fueron ejecutados.

## Los preparativos

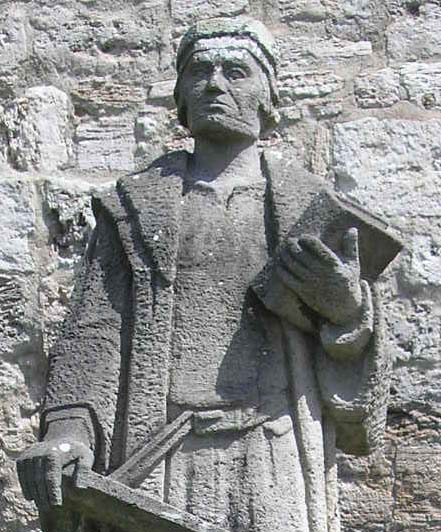
Thomas Müntzer, Monumento en Mühlhausen.

Hacia fines de abril de 1525 Frankenhausen se había convertido en el punto de convergencia de los rebeldes de la región de Turingia.
El 29 de abril tuvo lugar un levantamiento, en el cual habrían participado no solo los campesinos, sino más de la mitad de los habitantes de Frankenhausen, entre los que se contaban burgueses, artesanos, administradores y trabajadores de las salinas y pequeños nobles. La alcaldía fue tomada, el consejo municipal disuelto, el palacio y el convento de monjas de San Jorge ocupados. Se destruyeron documentos oficiales, títulos de deuda y los sellos de la ciudad. Los insurgentes establecieron sus exigencias en 14 artículos, que guardan un cierto paralelismo con los "12 artículos" de Memmingen, de tono más moderado, que los campesinos suabos habían proclamado el 20 de marzo.
Müntzer, que se encontraba en Mühlhausen, interpretaba estos eventos a la luz de su visión milenarista: la hora del Armagedón había llegado. Arengó a sus seguidores a dirigirse hacia Frankenhausen:

"Avanzad, avanzad mientras arda el fuego, Dios os guiará, seguid, seguid..."

En la región de Turingia, las bandas campesinas habían alcanzado a reunir unos 10 000 hombres, provenientes de unos 370 pueblos y aldeas. Encendidos por la retórica de Müntzer, muchos de sus integrantes respondieron a la convocación y emprendieron el rumbo hacia Frankenhausen.
El 4 de mayo se unieron campesinos de Eichfeldzug. Luego de que los soldados del conde Ernst von Mansfeld incendiaran el 4 de mayo la cercana región de Ringleben, las bandas dirigidas por Bonaventura Kürschner (un seguidor de Müntzer) atacaron  pueblos, castillos y  monasterios, entre ellos Atern, el Monasterio de Göllingen, Arnsburg, Wallhausen, Brücken y Beichlingen.
En otras bandas, se impusieron los puntos de vista de sectores más moderados: los campesinos de las regiones de Allstedt, Sangerhausen y Mansfeld abandonaron las filas.

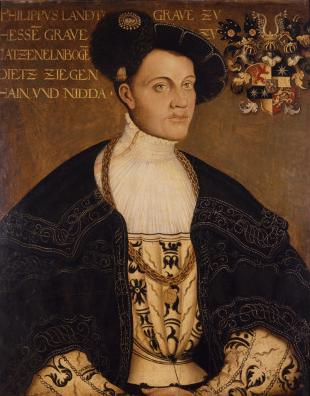
Felipe I de Hesse "el Magnánimo", Museo de Wartburg.

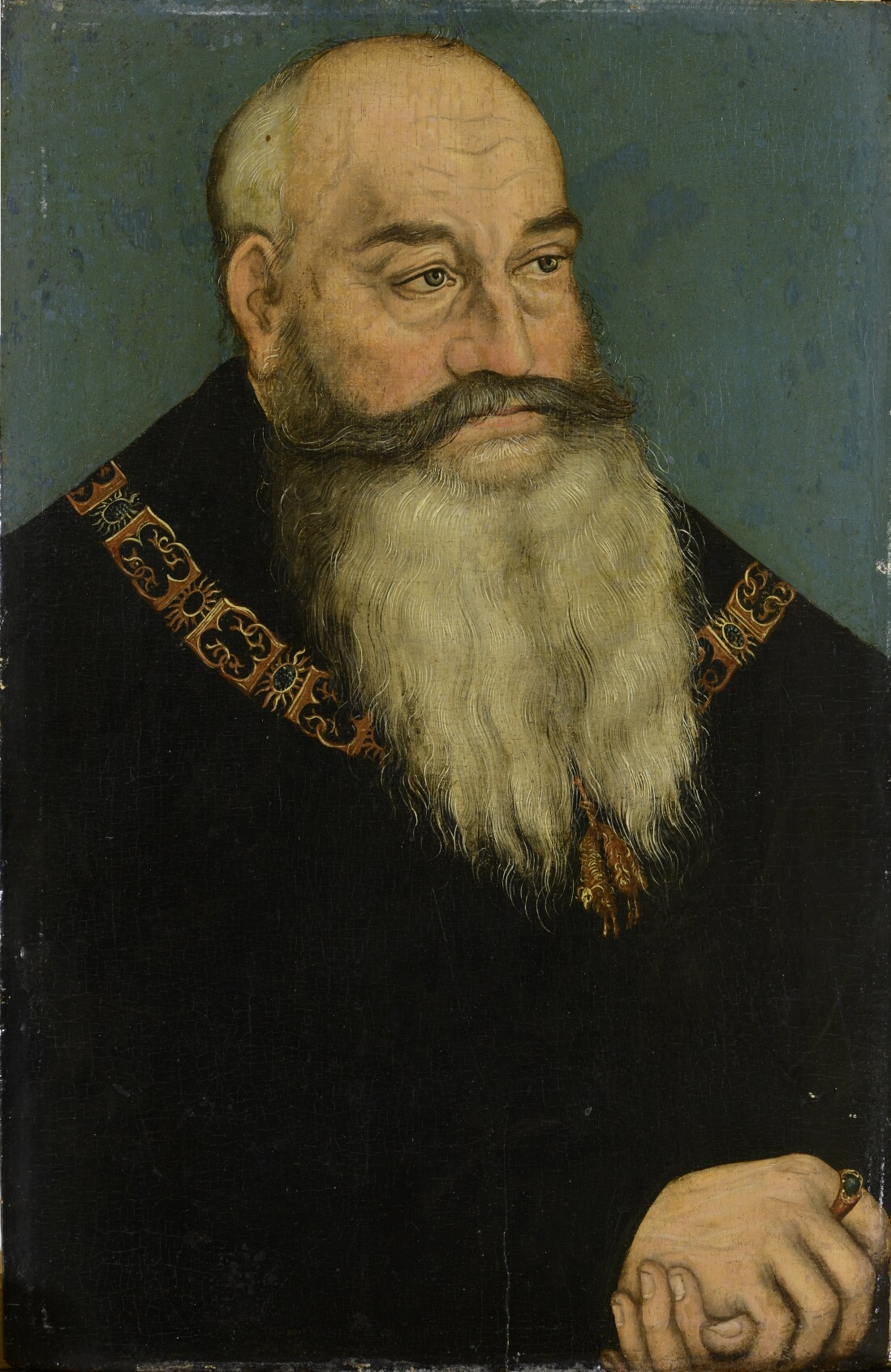
Jorge de Sajonia (El barbudo), Lucas Cranach el Viejo, entre 1534 y 1539, óleo sobre madera.

Hacia la segunda semana de mayo de 1525, entre 8.000 y 10 000 hombres se habían ya congregado en Frankenhausen.
El 10 de mayo, el mismo Müntzer abandonó sus cuarteles generales en Mühlhausen en dirección de Frankenhausen acompañado de 300 hombres y ocho carretas armadas. Su estandarte era una bandera con un arcoíris en un fondo blanco, donde estaba inscrita la frase  "Verbum domini maneat in aeternum" (La palabra de Dios permanece en la eternidad).
Rico en simbolismo, el arcoíris evocaba, por una parte, el sello de la eterna alianza tras el diluvio universal. Pero también y, sobre todo, era un llamado a la gesta purificadora. En las palabras de Müntzer: 

Dios quiere con vuestra ayuda limpiar el mundo, combatid con arrojo!

La comitiva llegó a Frankenhausen hacia el mediodía del 11 de mayo y, como ya era previsible, Müntzer asumió la jefatura y comenzó a preparar el "ejército del apocalipsis".
Del lado de los nobles, Felipe I de Hesse (apodado "Felipe el Magnánimo") se dirigía con el ejército de Hesse-Brunswick desde Berka, por el camino de Eisenach hacia Frankenhausen. El duque Jorge de Sajonia (apodado "Jorge el Barbudo"), que desde el comienzo de mayo se encontraba en Leipzig, se encaminó con las fuerzas del ducado de Sajonia hacia Heldrungen, donde el 13 de mayo se reforzó con tropas de Maguncia, Brandeburgo y las de los nobles del noroeste de Turingia, atrincherados en el castillo del conde Ernst von Mansfeld.

## El encuentro

### El 14 de mayo de 1525
En la mañana del 14 de mayo, tuvieron lugar las primeras escaramuzas, y los campesinos lograron rechazar en tres ocasiones en el oeste de Frankenhausen los avances de las tropas de Hesse-Brunswik. Estos éxitos aparentes reforzaron la idea de que eran objeto de una ayuda sobrenatural y les indujeron a sobrestimar sus propias capacidades y a subestimar las del enemigo. Seguidamente, en una acción difícil de comprender, el grueso de las bandas abandonó la ciudad para atrincherarse en una barricada o fortificación formada por carretas agrícolas armadas para la guerra, que se disponían en círculo o formando un cuadrado, muy próximas unas de las otras, fundamentalmente con fines defensivos. Este tipo de formación había sido utilizado con éxito durante las guerras husitas  contra los ataques de caballeros y se había instalado a tal efecto en la elevación actualmente denominada "Schlachtberg" (literalmente: la "colina de la batalla"). Trasladaron allí los cañones que anteriormente estaban apostados sobre las murallas de la ciudad.
Por su parte, las tropas de los príncipes desplazaron sus propias piezas de artillería hacia elevaciones al este de la "Schlachtberg", desde donde podían alcanzar la barricada de los sublevados.
Hacia la tarde, Felipe I de Hesse conminó a los sublevados a rendirse y a entregar a Müntzer y los cabecillas de la rebelión. A propuesta de los príncipes y ante la presión de los sectores moderados, se había acordado también una tregua momentánea.

### El desenlace del 15 de mayo de 1525
El 15 de mayo se unieron a las tropas de Hesse-Brunswick las del ejército albertino. Los sublevados intentaron infructuosamente frustrar tal reunión con fuego de cañones.
En este punto, se encontraban prácticamente frente a frente, por una parte, 8.000 sublevados con unos 15 cañones. Aquellos que estaban armados militarmente (los menos) contaban con picas, alabardas y sables cortos. El grueso disponía de herramientas agrícolas (guadañas, hoces, mayales y rastrillos) a guisa de armamento. Por el lado de los príncipes, se encontraban unos 6.000 lansquenetes y caballeros. Las tropas estaban dispuestas en los flancos, circundando los pasajes que conducían desde la ciudad a las posiciones ocupadas por los campesinos.
Nuevamente se convino un cese de fuego de tres horas para que los campesinos examinasen las condiciones de rendición, entre las que figuraba una amnistía para los sublevados en caso de plegarse a las exigencias de los príncipes. En vista de los acontecimientos ulteriores, es plausible que durante ese intervalo los lansquenetes de las tropas de los príncipes hayan iniciado la aproximación sigilosa y disciplinada hacia la formación campesina.
Entretanto, en el sector de los campesinos, los elementos moderados propugnaban estudiar la propuesta de los sitiadores. Como todas las decisiones importantes, la decisión debía tomarse en una asamblea que deliberaba formando un círculo. Un sacerdote y un noble se manifestaron en favor la rendición. Müntzer ordenó la inmediata decapitación de ambos, mostrando, de una manera si se quiere cortante, que la alternativa de la rendición no era digna de consideración.
Más aún, para enardecer los ánimos ya más dubitativos, Müntzer dirigió a los sublevados la arenga conocida como la "prédica del arco iris": les aseguró que Dios en persona le había prometido el triunfo y que en el curso de la batalla tendrían la ocasión de ver con sus ojos cómo él mismo (Müntzer) detendría todas las balas de los cañones enemigos con las mangas de su capa.
Providencial o desgraciadamente, según del lado de donde se mire, un halo con los colores del arcoíris era visible en el cielo en ese momento. Müntzer elevó su vista al cielo y terminó su última prédica terrenal con estas palabras:

Ved que Dios combate a nuestro lado, puesto que ahora, ya mismo, nos da una señal: ¿no veis acaso el arco iris en el cielo? Eso significa que Dios nos ayudará a nosotros, que llevamos el arco iris en el estandarte. Con él, Dios amenaza de juicio y castigo a los príncipes asesinos. ¡No temáis y confiad, que Dios nos asistirá y defenderá! La voluntad divina se opone a que sellemos la paz con los príncipes sin Dios!

Las consecuencias de esta interpretación no pudieron ser más trágicas. Mientras los sublevados se encontraban aún bajo el hechizo de las palabras de Müntzer entonando el "Veni Sancte Spiritus", los príncipes decidieron acortar unilateralmente la duración pactada del cese el fuego y comenzaron un intenso cañoneneo de las posiciones campesinas, seguido inmediatamente de rotundas cargas simultáneas de caballería e infantería.
No tuvieron ni siquiera el tiempo de alcanzar sus armas, y aún menos de establecer una defensa organizada. El reflejo de la mayoría fue de correr hacia la ciudad, pero en los flancos aguardaba ya el resto de las tropas atacantes, que arremetieron encarnizadamente contra los fugitivos.
Las estimaciones de bajas generalmente aceptadas son:
- entre los sublevados, 5.000 a 6.000 muertos,
- en las tropas de los príncipes, seis muertos.

Frente a tales resultados, cabe preguntarse si corresponde calificar este evento como batalla o pura y simplemente como masacre. De los sobrevivientes, unos 600 fueron hechos prisioneros, de los cuales a su vez 300 fueron ajusticiados inmediatamente frente a la alcaldía de Frankenhausen. Solo unos pocos afortunados pudieron escapar hacia los bosques de Turingia.
Thomas Müntzer había logrado huir y refugiarse en el altillo de una casa de Frankenhausen. Interrogado por soldados, pretendió ser un hombre enfermo ajeno a la revuelta. Pero desenmascarado y detenido por las tropas de Felipe I de Hesse, fue entregado a su archienemigo, el Conde Ernst von Mansfeld, y llevado al castillo de Heldrungen, donde fue sometido a torturas. El 27 de mayo de 1525 fue ejecutado en el campamento de los príncipes en Mühlhausen. Como mandaba la costumbre en esos casos, su cabeza y la de otros seguidores fueron expuestas en picas en las afueras de Mühlhausen.
Los pueblos cuyos integrantes participaron en los levantamientos fueron castigados con elevadas penalidades y pago de indemnizaciones en favor de los nobles seculares y eclesiásticos, que sobrepasaban con mucho los daños provocados.

### Evaluación crítica
Las razones que condujeron a esta carnicería obedecen, por una parte, a consideraciones de tipo militar. Así, la ligera superioridad numérica de los campesinos no compensaba las desventajas en lo que concierne a armamento, preparación y disciplina y, lo más grave, la ausencia de una conducción racional. Müntzer, según sus propias palabras, no tenía la más mínima experiencia ni capacidad en temas militares. Las tropas de los duques, en cambio, estaban integradas por caballeros y lansquenetes, soldados profesionales disciplinados y bien armados. Su conducción estaba asegurada por nobles aguerridos y experimentados.
Por otra parte, y desde un punto de vista más político, debe ponerse de relieve la falta de unidad de los líderes de las bandas de campesinos, producto a su vez de la ausencia de objetivos comunes. Sus motivaciones eran concretas y su interés se limitaba al de sus propios campos, y en el mejor de los casos a sus regiones. Las reivindicaciones que daban origen a las endémicas revueltas campesinas desde hacía casi un siglo, eran por naturaleza terrenales. En Turingia, Müntzer las había enlazado, de alguna manera contra natura, con los ideales sublimes de un nuevo orden mundial de características apocalípticas. Pocos tenían la suficiente perspectiva como para darse cuenta de que lo que estaba realmente en juego era la evolución de una estructura social íntegra y que tal cuestión afectaba no solo a cada una de las regiones por separado, sino a todo el Imperio.
La política de los príncipes durante los conflictos de 1524/1525 había consistido, por una parte, en dividir a los líderes campesinos. Por otra parte, en el campo táctico, en alternar astutamente ataques demoledores con treguas, según que la relación de fuerzas les fuera o no favorable. En cuanto a los objetivos políticos de los príncipes, tenían la ventaja de la claridad: el restablecimiento del orden en las zonas perturbadas y, sobre todo, el aplastamiento definitivo y duradero de la insurrección.
Con tales antecedentes, puede decirse que los sublevados habían perdido la llamada batalla de Frankenhausen ya antes de que comenzara.

## Proyección en la historia y en el arte
La batalla de Frankenhausen, con las ejecuciones y venganzas que le siguieron en lo que se ha llamado «rabia de los vencedores», dejaron una profunda huella en los contemporáneos de estos sucesos. Como para aumentar el patetismo de esa atmósfera ya densa, a los pocos días de la ejecución de Müntzer, amonestaba Lutero:

Aquel que vio a Müntzer puede considerar que ha visto al mismo diablo.

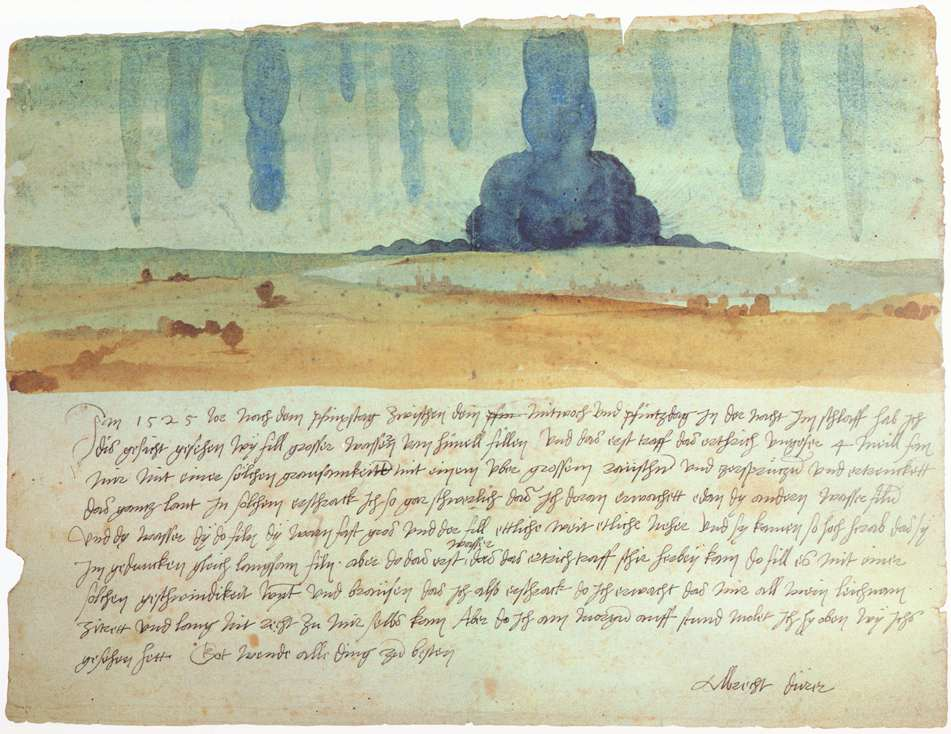
Alberto Durero, Traumgesicht, acuarela, Museo de Historia del Arte, Viena.

Alberto Durero dejó elocuentes testimonios de los sentimientos de la época, tales como su grabado La campesina en llantos o su satírico esbozo de monumento a la victoria sobre los campesinos: una estructura cuya forma evoca una columna de triunfo, pero en cuyo tope, en lugar de las acostumbradas «alas de la victoria», medita un campesino con un puñal clavado en la espalda.
Pero es sobre todo la visión del 8 de junio de 1525, plasmada en su acuarela Traumgesicht la que más refleja con sombría intensidad el patetismo de esos días: en sueños, Durero presenció la escena del cielo que se resquebrajaba una y otra vez como en llanto, versando un diluvio opresivo, interminable.
El historiador contemporáneo Peter Blickle, luego de pasar revista a los sangrientos eventos de esos días, se pregunta: ¿fue realmente un sueño de Durero?
Cinco siglos después, la batalla de Frankenhausen se conmemora en el Panorama de la guerra de los campesinos (Bauernkriegspanorama), monumento erigido en Bad Frankenhausen exactamente donde tuvo lugar, con la gigantesca pintura de Werner Tübke titulada La temprana revolución burguesa de Alemania. En ella, no se representan ni actos heroicos ni circunstancias de la batalla, sino el panorama de aquellos tiempos o, si se quiere, una interpretación histórica traducida en imágenes, que aspira a una reestructuración social radical.
La batalla y sus polémicos protagonistas conservan aún hoy en día su plena significación: se trató del primer movimiento masivo que envolvió todos los sectores sociales en la historia de la lucha por la democracia en Alemania.

## Literatura
La acción de la novela Q (1999) del colectivo de escritores italiano Luther Blissett transcurre en parte durante la Guerra de los campesinos alemanes y la batalla de Frankenhausen.
La revolución campesina aparece en el libro El aventurero del finlandés Mika Waltari. Su inicio y desarrollo se relatan mediante el participio en ellos de los protagonistas de la novela, Miguel Karvajalka y Andrés Karlsson, y el concreto episodio de la Batalla de Frankenhausen, así como sus prolegómenos, es objeto del capítulo octavo, La bandera del arco iris.